# Prosoplus celebensis
Prosoplus celebensis là một loài bọ cánh cứng trong họ Cerambycidae.